# Nina parian
Les nines parian (de vegades anomenades erròniament «nines dresdenianes») van ser un tipus de nines fabricades principalment a Alemanya entre 1860 i 1880.
La companyia líder en la manufactura d'aquest tipus de nines va ser Alt, Beck & Gottschalck, destacant altres empreses com Conta & Boehme, Dornheim Koch & Fischer, Kister, Hertel Schwab & Co, CF Kling & Co, Simon & Halbig, Bahr & Proschild i Hertwig.

## Descripció de la nina
Una nina parian, igual que una nina xinesa, posseeix un cos de tela i un cap de porcellana blanca. No obstant això, a diferència de les nines xinesa, els caps de les parian no se submergeixen en esmalt abans del procés de cocció, de manera que tenen un acabat mat similar al de les nines de bescuit.
El terme «parian» fa referència a la fina aparença del marbre blanc de Paros (Grècia), anomenat parian en anglès, sent la UFEC (United Federation of Doll Clubs) qui va acceptar aquesta definició per a aquest tipus de nines: «Nina Parian: nina feta de fi bescuit blanc (porcellana sense esmaltar) sense pintar. Les faccions, pèl i galtes poden estar pintades». Malgrat això, molts col·leccionistes rebutgen actualment aquesta denominació en favor de «bescuit sense pintar» enfront de «bescuit pintat».
Les nines parian tenen en general el cabell ros, sent les de pèl castany i les morenes poc comunes, lluint gairebé totes elles elaborats pentinats. De la mateixa manera, les nines parian solen estar decorades amb cridaneres plomes, flors, bufandes, llaços, pintes, joies i gorgueres simples, dobles i, de vegades, triples, col·locades a la part superior del canesú. Per la seva banda, els ulls estan pintats o són de vidre, sent aquestes últimes les més buscades pels col·leccionistes.